# Pipeline Mosque

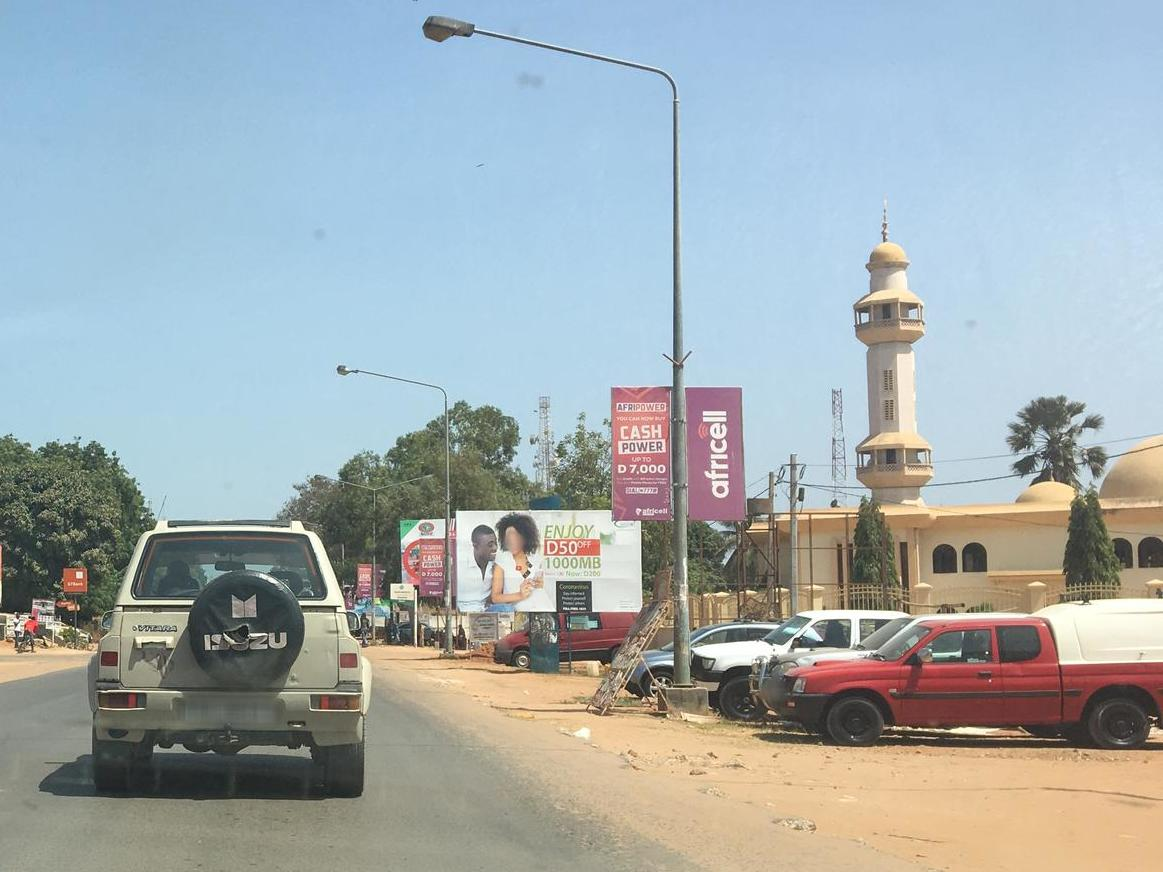
Die Pipeline Mosque auf der rechten Straßenseite

Die Pipeline Mosque ist die Hauptmoschee von Serekunda, der größten Stadt des westafrikanischen Staates Gambia.

## Lage und Architektur
Die Moschee liegt an der westlichen Seite der Kairaba Avenue (früherer Name: Pipeline Road). In der Nähe befindet sich die US-amerikanische Botschaft.
Die Außenmaße der Moschee betragen rund 30 × 65 Meter. Die Moschee weist Merkmale einer typisch islamische Architektur mit einem markanten Minarett und einer dezenten Fassade aus.

## Geschichte
1973 richtete die gambische Regierung im Rahmen ihrer Politik zur Entlastung der Hauptstadt Banjul aufgrund deren begrenzter Fläche neue Zonen ein, in denen sich hauptsächlich hochrangige Beamte und Mitglieder privater Unternehmen niederließen. Es entstand eine neue und moderne Siedlung namens Pipeline. Dieser Name wurde von der Pipeline übernommen, die während der Kolonialzeit Wasser von der heute aufgegebenen Quelle bei Abuko zur Booster-Station in Fajara leitete. Obwohl die Bevölkerung der Gegend überwiegend aus Muslimen bestand, sahen die Planer zunächst keine Moschee vor und die neuen Bewohner mussten für ihre Gemeindegebete in weit entfernte Orte pendeln. Einige frühe Siedler von Pipeline beschlossen daher, Abhilfe zu schaffen und auf die Errichtung einer Moschee in einem zentral gelegenen Teil der neuen Pipeline-Siedlung hinzuarbeiten.
Zu diesem frühen Zeitpunkt bestand der Plan, ein Zentrum zu errichten, das aus einer Moschee, einer Bibliothek, einer Schule, einem Kompetenzzentrum und einer Klinik bestand. 1985 wurde einen Antrag auf Land gestellt und die Landzuweisung erfolgte 1986. Die ersten Mittel für den Bau wurde von der kuwaitische Africa Muslims Agency bereitgestellt. Dies reichte jedoch kaum aus, alle Pläne umzusetzen, man reduzierte sich auf die eigentliche Moschee, die am Freitag, dem 28. Februar 1990, offiziell eröffnet wurde. Die Eröffnung wurde vom Serign Alieu Kah, dem Vater von Imam Cherno Mass Kah (Imam Ratib of Banjul), in Anwesenheit von Tausenden von gläubigen Menschen, geleitet.
Zwölf Jahren nach der Eröffnung konnte die Fertigstellung einer Gesamtschule (bestehend aus Grundschule, Mittelschule und weiterführender Schule) und einem Konferenzsaal realisiert werden. Diese wurden nach dem Gründerpräsidenten des Moscheekomitees (später in die Moscheestiftung umgewandelt) Daddy Jobe benannt.
Am 23. Oktober 2009 verstarb Mass Jah, der erste Imam der Moschee. Am 3. März 2020 verstarb Imam Momodou E. „Pa“ Njie.